# MS Nordstjernen
MS Nordstjernen – norweski statek pasażerski, obecnie (2010) najstarsza pływająca jednostka z floty Hurtigruten (tłum. "Expressowa/pośpieszna linia żeglugowa/pasażerska"), zapewniającej komunikację wzdłuż całego wybrzeża Norwegii. Hurtigruten znane było także, jako Riksveien No. 1 ("Droga Państwowa Nr 1").

## Historia i rejsy

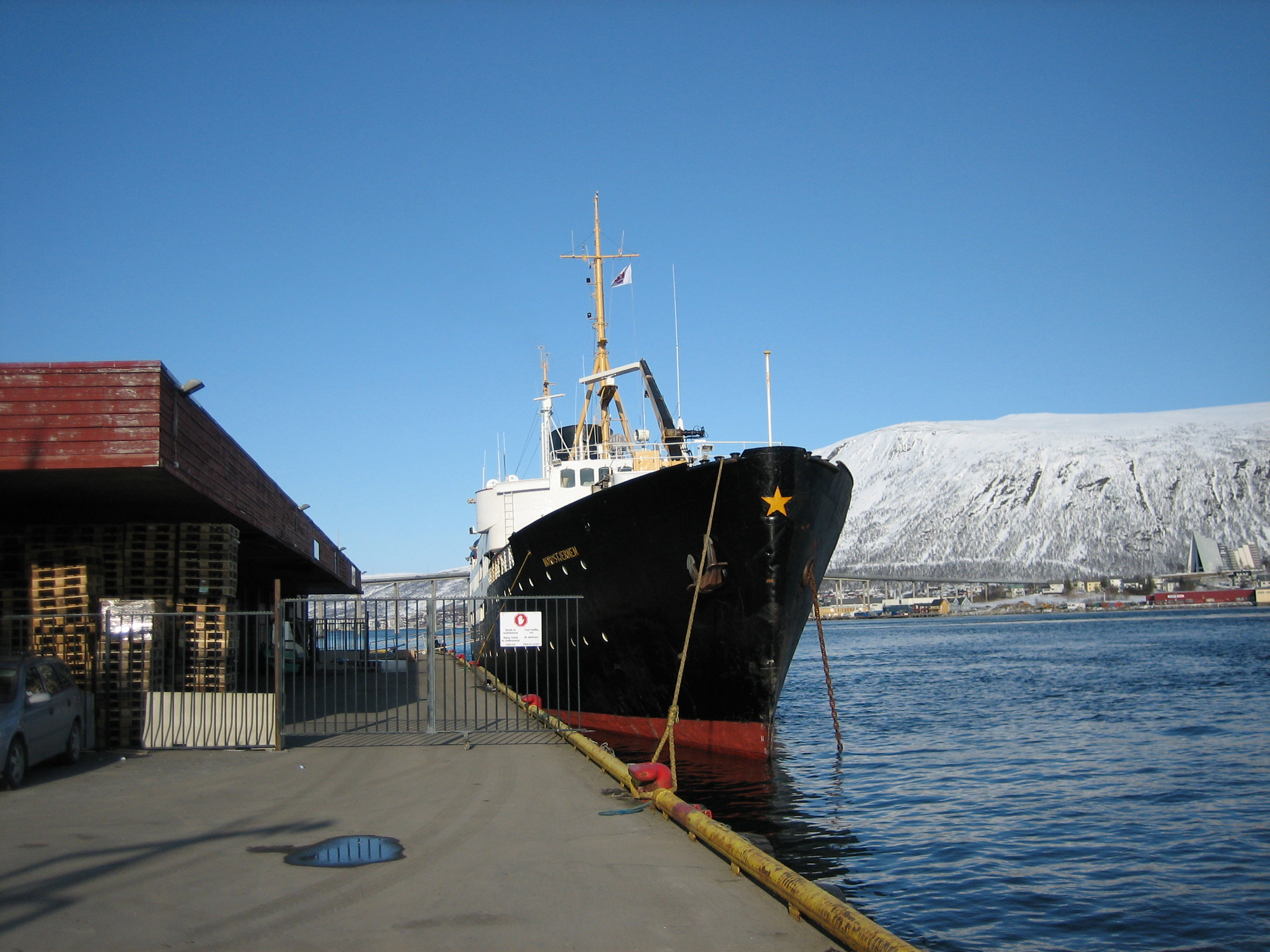
MS Nordstjernen w Tromsø

Zbudowany został w latach 1955–1956 r. w Hamburgu (nr budowy 787), dziewiczy rejs rozpoczął się 24 lutego 1956 r. Gruntownie przebudowany w 1980 roku. Obecnie pływa na trasie łączącej archipelag Svalbard z Norwegią kontynentalną.
Nazwa jednostki po norwesku oznacza Gwiazdę Polarną z gwiazdozbioru Małej Niedźwiedzicy.